# Pittsburg Center
Pittsburg Center is een metrostation in de Amerikaanse stad Pittsburg (Californië) aan de Pittsburg/Bay Point-SFO/Millbrae Line van het BART netwerk.
Hoewel op de kaarten en publicaties van BART een doorgaande lijn wordt gesuggereerd is het baanvak ten oosten van Pittsburg/Bay Point, eBART geheten, een eilandbedrijf. De verlenging van de lijn in oostelijke richting werd door de kiezers van Contra Costa County in 2004 goedgekeurd. In plaats van de metro met breedspoor door te trekken werd tussen 2011 en 2018 16 kilometer normaalspoor in de middenberm van state route 4 aangelegd. Op dit baanvak wordt een pendeldienst met dieseltreinstellen van het type Stadler GTW onderhouden. Pittsburg Center is het middelste station van deze dienst.